# 3431 Nakano
A 3431 Nakano (ideiglenes jelöléssel 1984 QC) a Naprendszer kisbolygóövében található aszteroida. Tsutomu Seki fedezte fel 1984. augusztus 24-én.